# Ebrahim Moosa
Ebrahim Moosa est professeur de la famille Mirza pour la pensée islamique et les sociétés musulmanes à l'Université de Notre Dame. Il est également chargé de cours au département d'histoire et à l'institut Kroc pour les études internationales de la Keough School of Global Affairs. Il est codirecteur du programme "Contending Modernities" à Notre Dame. Il était auparavant professeur de religion et d'études islamiques à l'Université Duke. Il est considéré comme un éminent spécialiste de la pensée musulmane contemporaine. Moosa a été désigné comme l'un des 500 musulmans les plus influents au monde.

## Biographie

### Formations
Moosa achève sa formation théologique au début des années 1980 en Inde, obtenant un diplôme avec spécialisation en sciences islamiques traditionnelles de Darul Ulum Nadwatul Ulama à Lucknow, en Inde. Il est titulaire d'une licence de l'université de Kanpur et d'un diplôme de troisième cycle en journalisme de la City University de Londres. Il détient egalement une maitrise obtenue en 1989. Son doctorat est acquis en 1995 à l'Université de Cape Town, où il enseigne jusqu'à la fin des années 1990. Il est professeur invité d'études islamiques à l'Université de Stanford de 1998 à 2001. De 2001 à 2014, il enseigne au département de religion de Duke University. À l'automne 2014, il aménage à Notre-Dame. Selon le chercheur contemporain Adis Duderija, Moosa est "l'un des théoriciens intellectuels les plus éminents derrière la pensée musulmane progressiste". Selon le professeur Khaled Abou El Fadl de l'UCLA, Moosa est "un formidable intellectuel et érudit musulman".

### Carrière
Moosa a été professeur de religion et études islamiques à l'Université Duke. En 2007, il est invité à donner sa conférence intitulée "Défis éthiques dans la pensée islamique contemporaine" au Maroc, qui a connu la présence du roi Muhammad VI.
Moosa est spécialisé dans la pensée musulmane classique et médiévale, l'éthique/loi islamique, la religion et la modernité.

## Ouvrages
Moosa a rédigé des articles dans Middle East Law and Governance, Journal of the American Academy of Religion, Journal for Islamic and Near Eastern Law, The Journal of Law and Religion, Islamic Studies, History of Religions, Islamic Law and Society et Der Islam, entre autres. Il est l'auteur de Ghazali and the Poetics of Imagination (UNC Press, 2005), qui remporte le prix du meilleur premier livre de l'American Academy of Religion dans l'histoire des religions en 2006. Il est l'auteur de Qu'est-ce qu'une Madrasa ?, une introduction aux madrasas en Inde et au Pakistan, qui, selon Maryam Kashani, "apporte une perspective sud-asiatique à la vaste recherche sur l'éducation islamique".
Il a édité et écrit l'introduction de Fazlur Rahman's Revival and Reform in Islam: A Study of Islamic Fundamentalism (Oneworld, 1999), Islam in the Modern World (avec Jeffrey Kenney; Routledge, 2013) et Muslim Family Law in Sub-Saharan Africa : Colonial Legacies and Post-colonial Challenges (avec Shamil Jeppie et Richard Roberts ; Amsterdam University Press, 2010).